# Katastrophenschutz-Dienstvorschrift
Katastrophenschutz-Dienstvorschriften (KatS-DV) regelten die Arbeiten des Katastrophenschutzes in Deutschland. Ziel war es, einen einheitlichen Standard der Hilfeleistung zu definieren und den geordneten Einsatz taktischer Einheiten der Katastrophenschutzfachdienste zu ermöglichen.
Mit Inkrafttreten des Gesetzes zur Neuordnung des Zivilschutzes (ZSNeuOG) vom 25. März 1997 sind alle Dienstvorschriften außer Kraft getreten. Für die meisten DV gibt es entsprechend geltende Dienstvorschriften der Katastrophenschutzorganisationen.
Die alten Vorschriften werden aber immer noch als Richtlinien und Anleitungen referenziert. Innerhalb der einzelnen Organisationen können sie als interne Vorgaben weiterbestehen, meist in leicht abgewandelter Form.
Die Ständige Konferenz für Katastrophenvorsorge und Bevölkerungsschutz hat aktualisierte Entwürfe der Dienstvorschriften als Rahmenempfehlung für die organisationsinterne Umsetzung herausgegeben.
Vom Bundesamt für Bevölkerungsschutz und Katastrophenhilfe werden die alten Vorschriften in Restbeständen abgegeben bzw. zum Download im Internet angeboten, sofern sie nicht einer besonderen Geheimhaltungsstufe (VS-NfD o. Ä.) unterliegen.
Es existierten folgende Vorschriften:
| KatS-DV 100               | Führung und Einsatz. (PDF; 2,7 MB) 21. Dezember 1981, archiviert vom Original am 4. März 2016; abgerufen am 14. April 2025. |
| KatS-DV 112               | Die Beobachtungs- und ABC-Meßstelle (BAMSt). (PDF; 2,3 MB) Juli 1989, archiviert vom Original am 4. März 2016; abgerufen am 14. April 2025. |
| KatS-DV 120               | Geräteausstattung aller Fachdienste. (PDF; 23,5 MB) März 1988, archiviert vom Original am 3. April 2016; abgerufen am 14. April 2025. |
| KatS-DV 140               | Schutz der Einheiten und Einrichtungen des Katastrophenschutzes vor ABC-Gefahren. (PDF; 1787 KB) Juni 1985, archiviert vom Original am 30. Januar 2016; abgerufen am 14. April 2025.                                                                           |
| KatS-DV 200               | Der Bergungszug. (PDF; 3,1 MB) Januar 1989, archiviert vom Original am 4. März 2016; abgerufen am 14. April 2025. |
| KatS-DV 221/1 (Vorläufer) | Ausbildung des Bergungsdienstes: Bergen aus Höhen und Tiefen. (PDF; 24,9 MB) April 1976, archiviert vom Original am 4. März 2016; abgerufen am 14. April 2025.                                                                                                 |
| KatS-DV 228               | Der Außenbordmotor Volvo Penta 400. (PDF; 8,3 MB) Dienstvorschrift für die Handhabung sowie Wartung, Pflege und Instandsetzung von Außenbordmotoren des Bergungsdienstes. September 1982, archiviert vom Original am 4. März 2016; abgerufen am 14. März 2025. |
| KatS-DV 228/2             | Unfallverhütungsvorschrift für die Ausbildung und den Einsatz von Helfern im Sprengdienst. (PDF; 2,5 MB) Archiviert vom Original am 4. März 2016; abgerufen am 14. April 2025.                                                                                 |
| KatS-DV 250               | Dienstvorschrift für die Sprengausbildung im Bergungsdienst, Sprengen im Katastrophenschutz, VS-NfD |
| KatS-DV 251               | Sprengmittel des Katastrophenschutzes, VS-NfD |
| KatS-DV 260               | Transport Verletzter aus Schadensstellen. (PDF; 8,7 MB) Dienstvorschrift für die Ausbildung des Bergungsdienstes. März 1981, archiviert vom Original am 4. März 2016; abgerufen am 14. April 2025.                                                             |
| KatS-DV 277               | Das Leichtmetallfähren- und Brückengerät |
| KatS-DV 280               | Stegebau. (PDF; 9,5 MB) Dienstvorschrift für die Ausbildung des Bergungsdienstes. Juli 1978, archiviert vom Original am 7. Januar 2017; abgerufen am 14. April 2025.                                                                                           |
| KatS-DV 282               | Fahren auf dem Wasser. (PDF; 12,7 MB) Dienstvorschrift für die Ausbildung des Bergungsdienstes. Februar 1981, archiviert vom Original am 7. März 2016; abgerufen am 14. April 2025.                                                                            |
| KatS-DV 286               | Behelfsmäßiger Wege- und Straßenbau. (PDF; 15,4 MB) Dienstvorschrift für die Ausbildung des Bergungsdienstes. Februar 1979, archiviert vom Original am 4. März 2016; abgerufen am 14. April 2025.                                                              |
| KatS-DV 300               | Der Instandsetzungszug. (PDF; 1790 KB) Dienstvorschrift für die Führung und den Einsatz des Instandsetzungszuges. Oktober 1987, archiviert vom Original am 4. März 2016; abgerufen am 14. April 2025.                                                          |
| KatS-DV 350               | Schadensbehebung an Gasversorgungsleitungen - KatS-DV 350 im Volltext (PDF, ca. 9,9 MB) |
| KatS-DV 360               | Schadensbehebung an Wasserversorgungsanlagen - KatS-DV 360 im Volltext (PDF, ca. 6,6 MB) |
| KatS-DV 370               | Schadensbehebung am Abwassersystem - KatS-DV 370 im Volltext (PDF, ca. 5,9 MB) |
| KatS-DV 400               | Der Sanitätszug - KatS-DV 400 im Volltext (PDF, ca. 3,5 MB) |
| KatS-DV 405               | Strahlungsschäden durch atomare Kampfmittel. Vorläufer - KatS-DV 405 im Volltext (PDF, ca. 1,8 MB) |
| KatS-DV 420               | Geräte und Hilfsmittel des Sanitätszuges - KatS-DV 420 im Volltext (PDF, ca. 1,2 MB) |
| KatS-DV 500               | Der ABC-Zug - KatS-DV 500 im Volltext (PDF, ca. 5,8 MB) |
| KatS-DV 507               | Wetterhilfsbeobachtungen und Wetterhilfsmeldungen. Vorläufer - KatS-DV 507 im Volltext (PDF, ca. 1,8 MB) |
| KatS-DV 520               | Geräte und Hilfsmittel des ABC-Zuges - KatS-DV 520 im Volltext (PDF, ca. 41 MB) |
| KatS-DV 600-1             | Der Betreuungszug - KatS-DV 600-1 im Volltext (PDF, ca. 6,4 MB) |
| KatS-DV 600-2             | Der Betreuungsleitzug - KatS-DV 600-2 im Volltext (PDF, ca. 6,5 MB) |
| KatS-DV 600-3             | Die Betreuungsstelle - KatS-DV 600-3 im Volltext (PDF, ca. 6,5 MB) |
| KatS-DV 620               | Geräte und Hilfsmittel des Betreuungsdienstes - KatS-DV 620 im Volltext (PDF, ca. 71.3 MB) |
| KatS-DV 701               | Der Veterinärzug.Vorläufer - KatS-DV 701 im Volltext (PDF, ca. 5.4 MB) |
| KatS-DV 711               | Ausbildungsvorschrift für den Veterinärdienst. Vorläufer - KatS-DV 711 im Volltext (PDF, ca. 5,6 MB) |
| KatS-DV 800               | Einsatz der Fernmeldemittel (wurde ersetzt durch PDV/DV 800) - KatS-DV 800 im Volltext (PDF, ca. 2,7 MB) |
| KatS-DV 810               | Sprechfunkdienst - KatS-DV 810 im Volltext (PDF, ca. 2,8 MB) |
| KatS-DV 860               | Dienstanweisung für den Fernsprechdienst. Vorläufer - KatS-DV 860 im Volltext (PDF, ca. 2,7 MB) |
| KatS-DV 861               | Feldkabelbau - KatS-DV 861 im Volltext (PDF, ca. 7,9 MB) |